# Стоход (река)
Стохо́д (укр. Стохід) — река, протекающая в пределах Волынской области, Украины, правый приток Припяти. Берёт начало возле села Семеринское Владимирского района, откуда течёт преимущественно на северо-восток. Возле юга Сваловичей впадает в Припять.
Имеет следующие притоки:
- левые: Стобиховка, Локница, Ясиневка;
- правые: Череваха, Гривка.

Длина реки 188 километров, площадь бассейна 3150 км². Нижняя часть реки делится на многочисленные рукава. Отсюда и происходит название («сто» и «ход»). Долина в верхней части очерчена чётко, шириной до 4-4,5 км, в нижней — нечеткая, шириной до 7-10 км. Глубина: на перекатах 0,5-1,5 м, на плёсах 8-10 м. Наибольшая глубина составляет 26,4 м в месте источников реки.
Минерализация воды р. Стоход в среднем составляет: весеннее половодье — 440 мг/дм³; летне-осенняя межень — 465 мг/дм³; зимняя межень — 559 мг/дм³.
Поскольку во время Первой мировой войны по реке проходила фронтовая линия между российскими и австро-немецкими войсками, Брусиловский прорыв также известен под названием «Стоходская мясорубка» во время которой погибло 1,5 млн человек.